# سانست بیچ (کارولینای شمالی)
سانست بیچ (به انگلیسی: Sunset Beach) شهری در ایالت کارولینای شمالی کشور ایالات متحده آمریکا است که جمعیت آن در سرشماری سال ۲۰۱۰ میلادی، ۳٬۵۷۲ نفر بوده‌است.